# Неофіт (Ніколов)

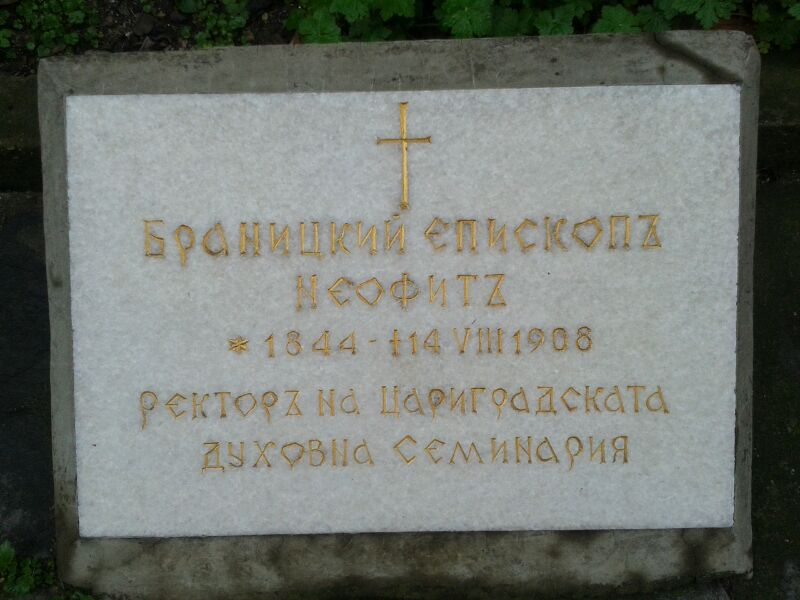
Надгробок Неофітf Браницькjuj

Неофіт Браницький — вищий болгарський священик, титулярний єпископ Православної церкви Болгарії, ректор Константинопольської Болгарської Духовної Семінарії.

## Біографія
Народжений зі світським ім’ям Неофіт Ангелов Ніколов у 1844 р. за датою на надгробку або 1849 за словами Бориса Цацова в болгарському селі Корадже. Початкову освіту отримав в рідному селі. Після цього, з 1859 по 1863 рр., навчався в Едірнській гімназії, з 1863 по 1866 рр. і в Адріанопольській гімназії. У 1866 р. він став послушником у Зографському монастирі. У початку 1869 р. був пострижений у чернецтво з ім’ям Неофіт, а в травні того ж року був висвячений в ранзі ієродиякона єпископом Калініком Мосхонійський. З вересня 1869 по 1971 рр. навчався в грецькій монастирській школі в Каріесі. У 1872 р. єпископ Калінік Мосхонійський висвятив його в ієромонаха, а з осені того ж року навчався в Різаріо в Афінах, в Богословській школі, яку закінчив у 1877 р. З 1880 по 1883 рр. був представником Зографського монастиря в Кареї. У 1883 р. почав навчатися на богословському факультеті Афінського університету, який закінчив у 1887, а з 1887 по 1888 навчався на юридичному факультеті в Афінах.
Згодом ієромонах Неофіт перериває навчання і вирушає на Афон, де керує діями монастиря. У 1891 року ієромонах Неофіт оселився в Константинополь, де екзарх Йосиф І Болгарський призначив його директором болгарської трикласової школи в Пера. З 1892 по 1893 рр. Неофіт очолював Болгарську церкву в Бітолі. З 11 серпня 1894 був призначений Протосинкелом Болгарського екзархату в Константинополі, а 15 серпня 1894 був возведений у сан архімандрита за рішенням Священного Синоду.
У 1899 архімандрит Неофіт оселився на короткий час у Зографському монастирі. З вересня 1900 до 1905 був ректором Константинопольської духовної семінарії. 10 лютого 1902 в соборі Святого Стефана Неофіт був рукоположений у епископський сан з титулом «Браницький». Разом зі своїми ректорськими обов’язками, з лютого 1902 до смерті, він був настоятелем храму Святого Стефана..
Помер 14 серпня 1908 від хвороби нирок в Пловдиві. Похований у дворі собору Успіння Богородиці в Пловдиві.